# Lange Steg
El Lange Steg era un puente de madera abierto para peatones construido en 1662, que en Zúrich conectaba el promontorio entre el Sihl y el Limmat con el distrito a la derecha del Limmat. La primera estación de tren de Zúrich se construyó en el promontorio en 1847. La pasarela se eliminó después de que se abriera el puente de la estación en 1864.

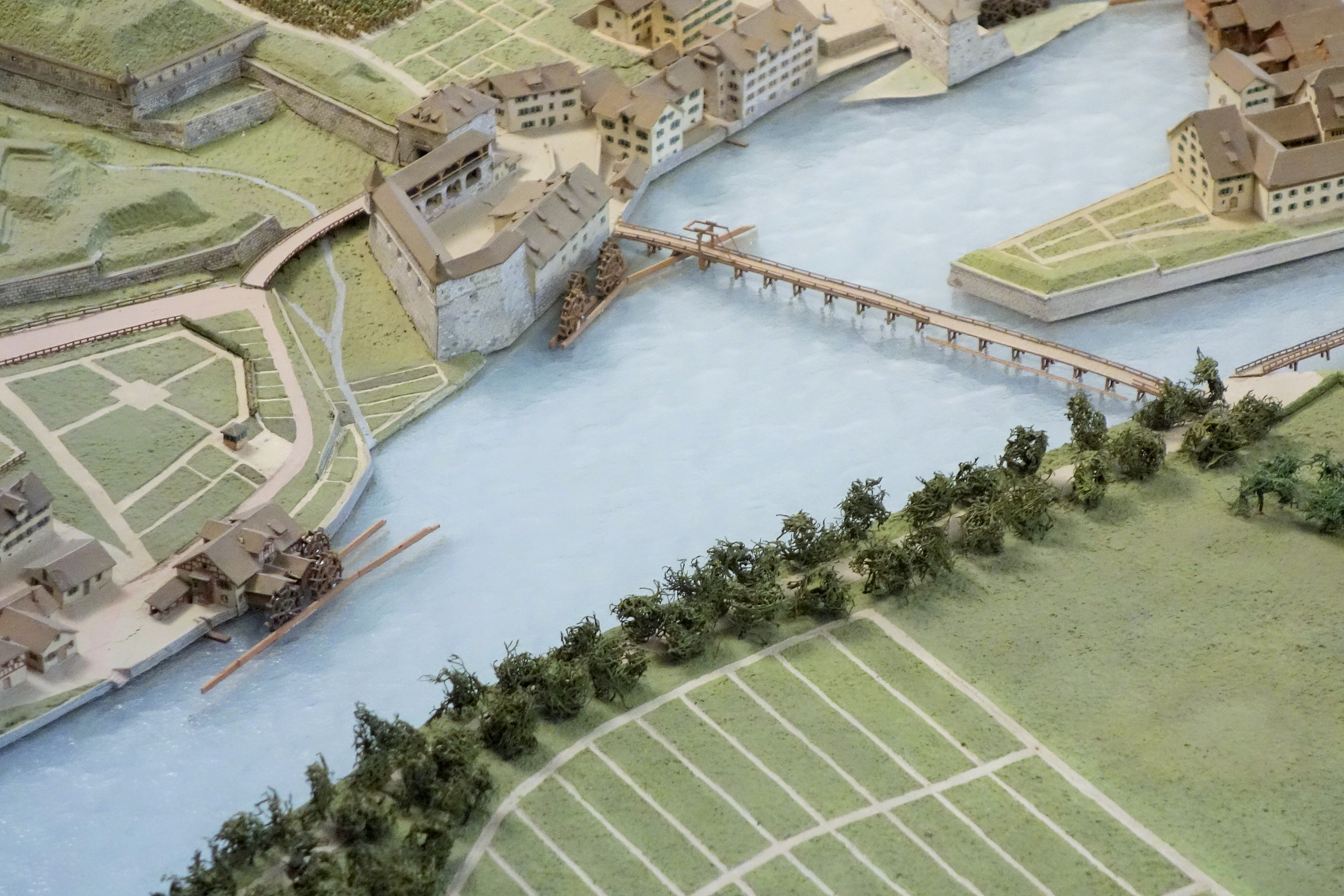
Pasarela larga sobre el Limmat Modelo Lange Steg de 1800